# 菲律宾总统
菲律賓總統是菲律賓共和國的國家元首兼任政府首腦，負責領導菲律賓政府，包括內閣在內的行政部門，同時也是菲律賓軍隊的最高統帥。

## 參選資格
根據1987年通過的菲律賓憲法第7章第2節，總統候選人必須年滿40歲，擁有選舉權，能夠讀寫，出生時是菲律賓的公民，並在選舉前在菲律賓居住至少10年的時間。總統任期限制一届，任期六年，曾擔任總統四年以上者，不得再度競選總統。

## 外部連結
- 菲律賓總統辦公室